# Debate sobre el cálculo económico en el socialismo
El debate sobre el cálculo económico en el socialismo es uno de los temas relacionados con el debate teórico sobre cómo una economía socialista realizaría el cálculo económico dada la ausencia de la ley del valor, del dinero, la propiedad privada de los medios de producción y un mecanismo de precios autónomo; y cómo se fijarían los precios financieros de los bienes de capital. Más específicamente, el debate se centró en la aplicación de la planificación económica para la asignación de los medios de producción como sustituto de los mercados de capitales y si tal arreglo sería o no superior al capitalismo en términos de eficiencia y productividad.
El debate histórico se planteó entre la Escuela Austriaca representada por Ludwig von Mises y Friedrich Hayek, que argumentaba en contra de la viabilidad del socialismo; y entre los economistas neoclásicos y marxistas, sobre todo Cläre Tisch (como precursor), Oskar Lange, Abba Lerner, Fred Manville Taylor, Henry Douglas Dickinson y Maurice Dobb, quienes adoptaron la posición de que el socialismo era factible y superior al capitalismo. Un aspecto central del debate se refería al papel y alcance de la ley del valor en una economía socialista. Aunque las contribuciones a la cuestión de la coordinación económica y el cálculo bajo el socialismo existieron dentro del movimiento socialista antes del siglo XX, la frase debate sobre el cálculo socialista surgió en la década de 1920 a partir de la crítica de Mises al socialismo.
Si bien el debate fue visto popularmente como un debate entre los defensores del capitalismo y los defensores del socialismo, en realidad una parte significativa del debate fue entre socialistas que tenían puntos de vista diferentes con respecto a la utilización de los mercados y el dinero en un sistema socialista y hasta qué punto la ley del valor continuaría operando en una economía socialista hipotética. Los socialistas generalmente sostenían una de las tres posiciones principales con respecto a la unidad de cálculo, incluida la opinión de que el dinero continuaría siendo la unidad de cálculo bajo el socialismo; que el tiempo de trabajo sería una unidad de cálculo; o que el socialismo se basaría en el cálculo in natura o en el cálculo realizado en especie.
El debate entre los socialistas ha existido desde el surgimiento del movimiento socialista más amplio entre los que abogan por el socialismo de mercado, las economías de planificación centralizada y la planificación descentralizada. Las contribuciones recientes al debate a finales del siglo XX y principios del siglo XXI incluyen propuestas para el socialismo de mercado y el uso de la tecnología de la información y las redes distribuidas como base para la planificación económica descentralizada.

## Introducción
La función del cálculo económico en una economía nacional que involucra a un número muy grande de individuos ha sido interpretada de maneras diferentes por economistas capitalistas y economistas socialistas de distinto tipo. Por esta razón, cuando hablamos de cálculo económico debemos especificar a qué nos estamos refiriendo concretamente. Según el autor, el debate puede parecer que se reduce a cuestiones del tipo: ¿Se trata de aplicar las matemáticas a la resolución de una ecuación diferencial, de producir bienes y servicios para satisfacer las necesidades reales de la gente o de dejar actuar al mercado que mal que bien se aproximará a este propósito? Desde las diferentes perspectivas hay un poco de cada cosa en esta importantísima propiedad de cualquier economía eficiente, ya sea esta, capitalista o socialista.
Por esta razón es conveniente remitirse, por ejemplo, a la definición de cálculo económico que hizo Max Weber, si asumimos que el punto de partida más relevante del debate se encuentra en el artículo de Ludwig von Mises publicado en 1920 por Archiv für Sozialwissenschaften und Sozialpolitik. La definición de Weber sería algo como lo siguiente:

“Esto significa actuar de tal manera que ellos [los hombres] asignen los ‘bienes’ y la ‘fuerza de trabajo’ cuantitativamente limitados, de los cuales ellos pueden disponer u obtener, a las ‘necesidades’ particulares del presente y del futuro previsible de acuerdo a la importancia que ellos le atribuyan al presente y al futuro.”
Max Weber

Karl Marx y Friedrich Engels sostenían una caracterización amplia del socialismo, caracterizado por alguna forma de propiedad pública o común de los medios de producción y la autogestión obrera dentro de las empresas económicas, y en el que la producción de valor económico para obtener ganancias sería reemplazada por una producción ex ante directamente para su uso, lo que implicaba alguna forma de planificación económica y crecimiento planificado en lugar de la dinámica de la acumulación de capital y, por lo tanto, la sustitución de la producción basada en la mercancía y la asignación de los factores de producción basada en el mercado por una planificación consciente.
Aunque Marx y Engels nunca elaboraron sobre las instituciones específicas que existirían en el socialismo o sobre los procesos para llevar a cabo la planificación en un sistema socialista, sus amplias caracterizaciones sentaron las bases para la concepción general del socialismo como un sistema económico desprovisto de la ley del valor y la ley de la acumulación y principalmente donde la categoría de valor fue reemplazada por el cálculo en términos de unidades naturales o físicas, de modo que la asignación de recursos, La producción y la distribución se considerarían asuntos técnicos de los que se encargarían ingenieros y especialistas técnicos.
Marx ya planteó el problema sobre el cálculo económico en tomo I de El capital, pero "no ofrece solución, al menos solución aceptable por cuanto tan solo tiene en cuenta la cantidad de trabajo que cuestan los objetos producidos". En el Marx se plantea para enfatizar el carácter específico del fetichismo en la sociedad productora de mercancías, Marx da varios ejemplos de producción social que no son fetichistas. Uno de ellos es el de una «asociación de hombres libres que trabajen con medios de producción colectivos y empleen, conscientemente, sus muchas fuerzas de trabajo individuales como una fuerza de trabajo social». Todos los productos de esta asociación son sociales, de propiedad común, y por lo tanto no se enfrentan entre sí como mercancías. Sin importar cómo se regule la distribución del producto social entre los individuos que componen la asociación, «las relaciones sociales de los hombres con sus trabajos y con los productos de éstos, siguen siendo aquí diáfanamente sencillas, tanto en lo que respecta a la producción como en lo que atañe a la distribución». Las relaciones entre las personas son directas y claras, sin ser mediatizadas por las cosas. Para solo en una economía planificada "se podrá lograr el equilibrio entre la oferta y la demanda; y así entre valor y precio". En Marx la planificación no es burocrática, sino social, realizada por productores libres y asociados.

"Solamente cuando la producción esté bajo el control real y predeterminado de la sociedad, establece la sociedad la relación coherente entre la cantidad de trabajo social de trabajo empleado en la producción de definidos artículos y la cantidad de demanda de la sociedad que ha de ser satisfecha por ellos... El cambio venta de mercancías según su valor es la ley racional y natural de su equilibrio."
Karl Marx

Engels escribió en el Anti-Dühring que en el modo de producción socialista dejará de aplicarse la ley del valor y el dinero dejará de ser la medida del valor de cambio de las mercancías. Mencionó además sobre la necesidad de un cálculo económico para la planificación económica durante la transición del capitalismo al socialismo:

"Cierto que la sociedad [socialista] tendrá también entonces que saber cuánto trabajo requiere la producción de cada objeto de uso. Pues tendrá que establecer el plan de producción atendiendo a los medios de producción, entre los cuales se encuentran señaladamente las fuerzas de trabajo. El plan quedará finalmente determinado por la comparación de los efectos útiles de los diversos objetos de uso entre ellos y con las cantidades de trabajo necesarias para su producción. La gente hace todo esto muy sencillamente en su casa, sin necesidad de meter de por medio el célebre "valor"."
Friedrich Engels

Una visión alternativa del socialismo que prefiguraba los modelos neoclásicos del socialismo de mercado consistía en concepciones del socialismo de mercado basadas en la teoría económica clásica y el socialismo ricardiano, donde los mercados se utilizaban para asignar bienes de capital entre cooperativas de propiedad de los trabajadores en una economía de libre mercado. Las características clave de este sistema incluían la propiedad directa de los trabajadores sobre los medios de producción a través de cooperativas de productores y consumidores y el logro de mercados genuinamente libres mediante la eliminación de los efectos distorsionadores de la propiedad privada, la desigualdad derivada de la apropiación privada de ganancias e intereses a una clase rentista, la captura del regulador y la explotación económica. Este punto de vista fue expuesto por el mutualismo y fue severamente criticado por los marxistas por no abordar los problemas fundamentales del capitalismo que implicaban la inestabilidad que surge de la operación de la ley del valor, las crisis causadas por la sobreacumulación de capital y la falta de control consciente sobre el plusproducto. Esta perspectiva jugó poco o ningún papel durante el debate sobre el cálculo socialista a principios del siglo XX.
Los primeros argumentos en contra de la utilización de la planificación económica centralizada para una economía socialista fueron presentados por los defensores de la planificación económica descentralizada o socialismo de mercado, incluidos Pierre-Joseph Proudhon y Piotr Kropotkin. Sin embargo, estos pensadores no propusieron en este momento esquemas detallados para la planificación económica descentralizada. En general, argumentaron que las formas centralizadas de planificación económica que excluyeran la participación de los trabajadores involucrados en las industrias no serían suficientes para capturar cantidades adecuadas de información para coordinar una economía de manera efectiva, al tiempo que socavarían el socialismo y el concepto de autogestión de los trabajadores y la toma de decisiones democrática centrales para el socialismo. León Trotski sugirió "la necesidad de formular planes para el desarrollo de la economía rusa en el seno del partido de bolchevique" pero "desconfiaba de la burocracia para elaborar tales planes". Para ello propuso usar al mercado como "un medio para realizar y controlar dicho plan". Durante el socialismo se mantendrá el sistema de salarios y Trotski propuso "introducir el servicio laboral obligatorio [...] la regulación autoritaria de la economía fuerzas y recursos del país, y la distribución centralizada del trabajo poder en armonía con el plan general del Estado".

Refiriéndose a la Unión Soviética, su mandatario Iósif Stalin explica que la ley del valor todavía influye en el cálculo económico del país socialista:
¿Es esto algo bueno? No es algo malo. En las condiciones actuales, realmente no es algo malo, ya que entrena a nuestros ejecutivos de negocios para llevar a cabo la producción en líneas racionales y los disciplina. No es algo malo porque enseña a nuestros ejecutivos a contar las magnitudes de la producción, a contarlas con precisión, y también a calcular con precisión las cosas reales en la producción, y a no decir tonterías sobre "cifras aproximadas", tejidas de la nada [...] El problema no es que la producción en nuestro país esté influida por la ley del valor. El problema es que nuestros ejecutivos de negocios y planificadores, con pocas excepciones, están mal familiarizados con las operaciones de la ley del valor, no las estudian y son incapaces de tenerlas en cuenta en sus cálculos.
Los abolicionistas del mercado a favor de la planificación descentralizada socialista también argumentan que, si bien los defensores del capitalismo y de la Escuela Austriaca en particular, reconocen que los precios de equilibrio no existen, afirman que estos precios pueden utilizarse como base racional cuando no es así, por lo que los mercados no son eficientes.
Otros socialistas abolicionistas del mercado, como Robin Cox, del Partido Socialista de Gran Bretaña, argumentan que la planificación descentralizada permite que surja un sistema de control de existencias espontáneamente autorregulado (que se basa únicamente en el cálculo en especie) y que, a su vez, supera decisivamente las objeciones planteadas por el argumento del cálculo económico de que cualquier economía a gran escala debe recurrir necesariamente a un sistema de precios de mercado.
A principios del siglo XX, Enrico Barone proporcionó un marco teórico completo para una economía socialista planificada. En su modelo, asumiendo técnicas de cálculo perfectas, las ecuaciones simultáneas que relacionan las entradas y las salidas con las razones de equivalencia proporcionarían valoraciones apropiadas para equilibrar la oferta y la demanda. 

## Inicio del debate
Los orígenes del debate se pueden trazar a una sugerencia de Vilfredo Pareto de que, dado que la determinación del estado de  equilibrio económico en un momento o economía determinada se encuentra a través de la solución de un sistema de ecuaciones simultáneas, existe la posibilidad teórica de que una economía socialista o colectivista calcule esta solución y alcance así idéntico resultado que un sistema de mercados. (ver Ley de Walras y tâtonnement walrasiano)
El punto de arranque del debate es un artículo de Ludwig von Mises de 1920, en el que negaba categóricamente la posibilidad de cálculo económico racional en un sistema económico socialista. Específicamente, von Mises argumentaba que en una economía puramente socialista no se puede fijar el precio de los "bienes de  capital" de forma eficiente para cumplir con el propósito del cálculo económico. El argumento principal es que el socialismo busca eliminar el mercado, y, sin mercado, argumentó no puede haber una base racional para la asignación de recursos, específicamente, para la creación e intercambio de bienes de capital. Según von Mises, no habría en ese caso una razón económica para decidir cuales y cuántos bienes de capital se producirían, a quién se asignarían ni a cambio de qué, es decir, supuestamente no podría haber cálculo económico.  Además von Mises argumentaba que el mecanismo de formación de precios sólo era posible mediante las relaciones de intercambio de bienes producidos sobre la base de un régimen de libre oferta y demanda, lo cual implica además la propiedad privada del capital.
Más tarde el economista rumano Abba Lerner y el polaco Oskar Lange argumentaron que era posible construir explícitamente un modelo en que existía formación de precios sin mercado, y en el que de hecho podía alcanzarse la misma asignación eficiente de libre mercado sin necesidad de mecanismos de formación de precios. Esa contraargumentación estimuló fuertemente el debate, y si bien no ha sido la crítica más afortunada, es considerada generalmente como la más conocida.
El principal problema que plantea Mises es la imposibilidad del órgano de planificación central para hacerse con la información necesaria para coordinar a la sociedad. En concreto, esta información es subjetiva, dispersa, práctica y no articulable, por lo que no puede transferirse de ninguna forma al órgano central; además, explica Mises que la misma intervención del Estado (en particular, aboliendo la propiedad privada de los medios de producción, y la ausencia institucional de la función empresarial) destruye tanto la información que se va creando como los mecanismos a través de los cuales se transmite a lo largo de la sociedad (precios de mercado).
Antes del trabajo de Lerner y Lange, de hecho el debate ya había empezado. Durante la década de 1930 hubo numerosos intentos de refutar esta tesis por parte de F. Taylor, H. D. Dickinson, C. Landauer, E. Heimann y otros. Entre estos polemistas destaca Karl Polanyi cuya aversión tanto por la concepción del mercado libre como por el  socialismo centralizado le habían llevado a tratar de elaborar una teoría positiva de la economía socialista. Polanyi consideraba que la economía de mercado y el socialismo centralizado eran dos formas de «ilibertad», y durante el transcurso de un seminario impartido en Viena en 1922 sobre guild socialism lanzó un desafío de debate a von Mises sobre sus puntos de vista.

### Propuestas económicas del debate
- Capitalismo: Cada propietario tiene conocimiento sobre los bienes y fuerza de trabajo de que dispone, desarrollando cada cual su actividad productiva coordinada con la del resto de propietarios gracias al sistema de precios de mercado. Cada persona tiene una información completamente subjetiva, que solo puede transmitir al mercado a través del libre ejercicio de su función empresarial, información que se manifiesta en los precios de mercado. Sus críticos exponen que este sistema se enfrenta con la sistemática marginación de las necesidades presentes y futuras de las personas más pobres. Según éstos, a menos que aceptemos que el cálculo económico debe estar al servicio de los caprichos de una plutocracia, el capitalismo no debería ser la alternativa más deseable.[26][27] Sus defensores sostienen que en el capitalismo las masas producen para las masas, que los pobres son justamente aquellos más beneficiados del sistema capitalista, especialmente por la movilidad social que ofrece,[28] y que era en la etapa precapitalista en la que las personas trabajaban para satisfacer a la plutocracia feudal.[29][30]
- Socialismo planificado: podría evitar la marginación de necesidades pero al costo de centralizar una enorme cantidad de información sobre los bienes de producción y la búsqueda de su combinación más eficiente. Además, durante la mayor parte del siglo XX fue matemáticamente imposible administrar esta información, aunque el desarrollo de la computación hizo posible que un sistema input-output típico de una economía extensa -para usar un término acuñado por Friedrich Hayek- pudiera resolverse en tan sólo 17 minutos a principios de la década de 1990.[31] Sin embargo, las características de la información, tal como lo explicaba Mises,[32] hacen imposible su transmisión al órgano de planificación central, por lo que es teóricamente imposible coordinar los procesos sociales desde el Estado, en ausencia del libre ejercicio de la función empresarial y sin propiedad privada de los medios de producción.
- Socialismo de mercado: sus exponentes reivindican la combinación de las virtudes de la descentralización del capitalismo con las virtudes de la justicia social del socialismo planificado. Sus modelos alternativos son variados y van desde una forma avanzada de economía mixta socialdemócrata hasta una planificación limitada al ajuste artificial de los precios de un conjunto limitado de bienes de producción. Sus críticos capitalistas sostienen que si bien pueden producir crecimiento económico, aparecen problemas referidos al cálculo económico solo se harán presentes allí donde el Estado agreda o intervenga en el mercado.

## Unidades propuestas para contabilidad y cálculo

### Cálculo en especie
A menudo se asumía que el cálculo en especie, o cálculo in-natura, era la forma estándar de contabilidad que tendría lugar en un sistema socialista en el que la economía se movilizaba en términos de unidades físicas o naturales en lugar de dinero y cálculo financiero.
Otto Neurath insistía en que una economía socialista debía carecer de dinero porque las medidas monetarias no captaban la información adecuada sobre el bienestar material de los consumidores o no tenían en cuenta todos los costos y beneficios de la realización de una acción en particular. Argumentó que confiar en una sola unidad, ya sean horas-trabajo o kilovatios-hora, sería inadecuado y que la demanda y los cálculos se realizaran por las unidades naturales desagregadas pertinentes, es decir, kilovatios, toneladas, metros, etc.
En la década de 1930, el matemático soviético Leonid Kantoróvich demostró cómo una economía en términos puramente físicos podía utilizar determinados procedimientos matemáticos para determinar qué combinación de técnicas podía utilizarse para lograr determinados objetivos de producción o planificación.

### Debate sobre el uso del dinero
Friedrich Engels criticó en el Anti-Dühring la propuesta de Eugen Dühring sobre la utilización del dinero como vales de trabajo dentro de comunas de "formación socialitaria" donde "el salario debe ser igual para tiempo de trabajo igual". Según Engels, en el dinero "está ya incluido en germen en el concepto de valor", lo que significa la posibilidad de acaparamiento para algunos y el riesgo de endeudamiento para otros. Estos mecanismos de diferenciación social que conducen al capitalismo y las comunas económicas de Dühring terminarían inevitablemente sucumbiendo a los mecanismos naturales de la economía mercantil.

El marxista ortodoxo Karl Kautsky argumentó la necesidad de un sistema de precios en lugar de la cantidad de trabajo para el cálculo de costos y la subsistencia del dinero en una economía socialista. Kautsky afirma que la diferencia fundamental entre el socialismo y el capitalismo no es la ausencia de dinero en el primero; más bien, la diferencia importante está en la capacidad del dinero para convertirse en capital bajo el capitalismo. En una economía socialista, no habría ningún incentivo para usar el dinero como capital financiero, por lo tanto, el dinero tendría un papel ligeramente diferente en el socialismo. La Unión Soviética también defendió el uso del dinero y salario en una sociedad socialista:
En la sociedad socialista, el salario es la expresión monetaria de la parte que le corresponde al trabajador de la parte del producto social que paga el Estado de acuerdo con la cantidad y calidad del trabajo de cada trabajador. A partir de las exigencias de la ley económica fundamental del socialismo y de la ley de distribución del trabajo según el trabajo, el Estado socialista planifica los salarios de las diversas categorías de trabajadores en cada período particular. Lo hace de tal manera que, junto con el crecimiento de la economía nacional y el aumento de la productividad laboral, el nivel salarial se incrementa sistemáticamente.

### Cálculo del tiempo de trabajo
Jan Appel redactó una contribución al debate sobre el cálculo socialista que luego pasó por un proceso de discusión antes de ser publicada como Fundamentos de la Producción y Distribución Comunista por la Unión General de Trabajadores de Alemania en 1930.

## La solución de Lange-Lerner
La «solución de Lange-Lerner» apareció en un ensayo de Lange y en dos ensayos de Lerner. El trabajo de Lerner y Lange probaba la equivalencia entre planificación y libre mercado en la asignación de recursos. Dicha demostración negaba la validez teórica del argumento de Von Mises basado en a su vez en un trabajo de Barone de 1908.
La solución de Lange y Lerner construye un modelo práctico en el que por un procedimiento iterativo de ensayo y error, una Oficina Central de Planificación ejercería de hecho las mismas funciones que el mercado. Lange de hecho elaboró dos modelos alternativos. En el primero los bienes de consumo y los servicios del trabajo son asignados por medio del libre mercado sobre la base de los precios monetarios, mientras que a los demás inputs se les asignan precios contables. Los valores de equilibrio de ambos grupos de precios se determinan mediante un único procedimiento iterativo. En cada estadio del proceso el planificador anuncia un vector de precios no negativos, e imparte a los directores de las empresas socialistas las dos reglas siguientes:
1. Minimizar el coste medio de producción empleando una combinación de factores tal que el producto marginal en el valor de cada uno de los factores iguale a su precio,
2. Determinar el nivel de producción en el punto en el que el coste marginal del producto iguale al precio fijado por la Oficina Central de Planificación.

De modo parecido, al tratar los precios anunciados como parámetros, las familias maximizan sus funciones de utilidad. Se obtienen así las funciones de demanda de los bienes y de la oferta de trabajo. Para cada bien o servicio, el planificador junta las propuestas recibidas de las empresas y de las familias. Si para un determinado bien o servicio se registra un exceso de demanda positivo (negativo) su precio aumentará (disminuirá). El nuevo vector de precios se anunciará a las empresas y las familias, y el proceso empezará de nuevo, hasta que todos los excesos de demanda se eliminen. Como admitió el propio Lange, el procedimiento es precisamente el tâtonnement walrasiano.

### Las críticas a la solución Lange-Lerner
Para Hayek y von Mises, la información que necesita el órgano central es de carácter subjetiva, está dispersa en las mentes de miles o millones de personas, es generalmente práctica, y no es expresable de manera formal o articulable, es decir, la persona ni siquiera puede ser capaz de transmitirla. Lange toma la información como «dada», es decir, conocida previamente por el órgano de planificación central, cuando la esencia del problema que planteaban Mises y Hayek era justamente cómo este órgano se hacía de esa información en un principio.
En concreto, Lange explica en su obra textualmente: «being the data given, the problem of choice is soluble» (Una vez conocidos estos datos, el problema de la elección es soluble). Tanto Mises como Hayek advirtieron a Lange sobre estos problemas en el círculo académico de la época, previamente a la publicación de sus ideas. El mismo Mises reconoce que si la información fuera conocida por el Estado, sería posible una coordinación central, pero el problema es precisamente la imposibilidad de este órgano para hacerse de esa información desde un comienzo. La misma crítica se ha hecho por parte de otros autores al explicar que el modelo walsariano en el cual se sustenta Lange debe considerar necesariamente información previa para funcionar, por lo que la propuesta de Lange considera que el órgano central ya ha absorbido la información que necesita para coordinar los procesos sociales, sin nunca explicar como el órgano se haría de esa información previamente.
Otra de las críticas de von Mises es con respecto a los «precios paramétricos» de Lange. Para este autor los precios de mercado contienen la información necesaria para la coordinación de los participantes en el mercado, y que ningún precio establecido de manera artificial puede suplantar los precios que surgen cuando las personas actúan, intercambian y producen libremente, con la propiedad privada de los medios de producción, y estableciendo así precios de mercado.
Von Hayek comenta en Camino de servidumbre (1944) que los planificadores centrales no pueden, en ningún caso, tener la información suficiente como para tomar decisiones racionales. En su opinión, no puede haber algo superior al "sistema de precios", que tiene como:

verdadera función comunicar información. Es maravilloso como en un caso de escasez de un bien determinado, sin que nadie tenga que dar una orden, con quizás sólo un puñado de individuos conociendo las causas, decenas de miles de personas cuya identidad no se podría determinar en meses de investigación, empiezan a usar ese material o sus derivados con más cuidado, es decir, se mueven en la dirección correcta
Camino de servidumbre, 1944

La contribución de von Hayek puede considerarse una extensión de la posición de von Mises: de la producción de bienes de capital a cualquier y todo bien. Y del problema que ocasiona el que los bienes de capital sean considerados bienes intermedios se pasa a la "abolición absoluta" de precios. Sin embargo, hace un punto que vale la pena considerar: que "la capacidad de una economía para autoregularse depende de la información disponible a los "participantes" y que "el desequilibrio es el resultado de información que es imperfecta"

## Otras contribuciones
Puede darse una variedad de respuestas al problema planteado, variando lo que se entienda por socialismo y cuales se consideren como sus características centrales. Daremos un esbozo de esas respuestas según esas visiones y no en orden de desarrollo cronológico.
De acuerdo a David Schweickart, los sistemas socialistas pueden ser clasificados entre los "socialistas de mercado" y los "socialismo sin mercado". Los esbozos serán clasificados según este último punto de vista. Antes, sin embargo, es necesario hacer algunas observaciones generales.

### La eficiencia como criterio
Alec Nove argumenta que von Mises "tiende a sobrepasar su caso debido a la implicación que el capitalismo y  asignación óptima de los recursos van de la mano" y Joan Robinson agrega que "la propiedad privada de los medios de producción, combinada con los derechos de herencia produce una distribución totalmente irracional del poder comprador dentro de una sociedad que totalmente arruina toda la propuesta" (que los mercados producen una asignación racional) Agrega además que muchos precios en el capitalismo moderno son efectivamente "precios determinados por  administradores" creados por cuasi-monopolios, amenazando así la supuesta relación fundamental entre los mercados y la asignación racional de recursos. (ver Competencia imperfecta)
Esta posición se podría considerar "empatista": si bien el socialismo no es eficiente, el capitalismo tampoco lo es. Sin embargo, hay aquí un elemento más sutil. Como Abba Lerner planteó, no se puede sugerir que los recursos económicos están siendo asignados y utilizados eficientemente a menos que sean usados para satisfacer necesidades en forma eficiente. Y esa satisfacción eficiente de necesidades no puede lograrse a menos que la distribución de bienes y servicios producidos sea eficiente. (ver Eficiencia distributiva).
En efecto, se ha notado que el criticismo de Marx al mercado no es principalmente la falta de eficiencia (definida en términos de incrementar la ganancia o la producción) sino el hecho de que, según él, su dinámica llevaría a crisis cíclicas y finalmente a su destrucción: finalmente el proletariado, que son los que principalmente sufren las consecuencias negativas de tal eficiencia y tales crisis, deben responder a fin de sobrevivir, y que la versión en negativo de esta tesis es el utilitarismo de reglas de Mises por el cual la naturaleza misma del capitalismo hace de su  eficiencia distributiva la cimiente de su autodestrucción progresiva. (por ejemplo,  Schumpeter sugiere que el capitalismo se destruiría debido a su propio éxito, dado que depende de "temporales permanentes de destrucción creativa")
Por otro lado gran parte del espectro doctrinal  libertario dentro del liberalismo económico (Robert Nozick, Murray Rothbard, etc.) sostiene que la primera defensa al mercado no es la eficiencia, siendo esta tan sólo la consecuencia, sino la ética basada en la libertad de elegir y la justicia de dar a cada quien lo que le corresponde.
Sin embargo esta última sugerencia parece conceder el debate. Tanto von Mises como von Hayek sugieren que el capitalismo liberal es inherentemente más eficiente que otros sistemas. Robinson y otros señalan que esa supuesta eficiencia en la alocación de recursos es ilusoria, y que en realidad esa alocación de recursos en el capitalismo está viciada por factores extraeconómicos.  Responder que eso es, en realidad el caso, debido a consideraciones éticas, es conceder el argumento: contrario a la afirmación original, la distribución de recursos no es económicamente racional en el capitalismo tal y como se practica. Por ejemplo, aunque la herencia sea un derecho absoluto de acuerdo a alguna ética, tal derecho no es inherentemente racional en términos económicos. Es imposible argumentar, sobre bases económicas, que quienes heredan están haciendo uso más eficiente que cualquier otro de recursos económicos por el simple hecho que los heredaron. Aún más, tales recursos llegan, en su conjunto, a tener efectos en el funcionamiento de la economía en general, al punto que distorsionan la racionalidad de distribución y uso de recursos que el sistema asegura posee.
Queda establecido que utilizar la eficiencia como criterio para comparar sistemas económicos es una empresa más compleja que lo que puede parecer a primera vista. Se hace necesario tomar en cuenta otros factores o elementos -por ejemplo, la sugerencia de Alfred Müller-Armack acerca de que  "la economía debe estar al servicio de la humanidad." Y, si aceptamos eso, consideraciones éticas se hacen imprescindibles.
Sin embargo, la sugerencia que la economía podría o debería ser evaluada o practicada sobre la base de criterios de justicia parece ser específica y totalmente rechazada por Hayek:  "Me temo que he conmovido a mis amigos más cercanos al negar que el concepto de justicia social tenga algún significado, cualquiera sea el mismo. (...) Porque la justicia se refiere a reglas de conducta individual. Y ninguna regla de la conducta de los individuos puede tener el efecto de que las buenas cosas de la vida sean distribuidas de una manera determinada..." y "En el pasado, ha sido la sumisión a las fuerzas impersonales del mercado lo que ha hecho posible el desarrollo de la civilización. Es esta sumisión lo que nos permite a todos construir algo que es mayor de lo que cada uno de nosotros pudiera construir.".

### El crecimiento como criterio
Robinson también hizo notar que en una economía de Estado Estacionario, que los marxistas llamarían reproducción simple, habría una abundancia efectiva de medios y bienes sin necesidad de mercados. Von Mises aceptó esta posibilidad en su obra original, sugiriendo además que en esa situación se podría disponer del cálculo económico, dado que se está en una situación en la cual los mismos sucesos económicos se repiten: "y si asumimos que una primera aparición de la sociedad socialista sigue sobre la base de un fase estática final de la economía competitiva, podríamos en todo caso considerar que hay una sociedad socialista que es controlada racionalmente desde el punto de vista económico";. Él alegó, sin embargo, que en la práctica la disrupción que seguiría la transición a tal sistema haría esa estabilidad irrealizable.
Von Mises podría haber tenido razón en que la disrupción debido a la transición a un estado estacionario serían mayores y posiblemente la hacían impensable en su tiempo. Sin embargo, y en estos días, con el auge en la percepción de los problemas ecológicos y  consideraciones acerca de los límites del crecimiento esta posición adquiere una relevancia que va más allá de lo académico.

## El problema desde el punto de vista del "socialismo de mercado"

### El mercado socialista
Los defensores del "socialismo de mercado", tales como  Enrico Barone (1908)  Oskar R. Lange (c. 1936). Lange and Fred M. Taylor  (de todo lo anterior existen algunas traducciones al castellano) propusieron que los organismos de planificación central pueden establecer los precios a través de un sistema de "tratar y volver a tratar", haciendo ajustes en la medida que falencias se hagan evidentes o las situaciones cambien, antes que depender del mecanismo del "mercado libre". El socialismo, para ellos, no demanda una situación de precios absolutamente estables y predecibles en cualquier futuro, los precios subirán o bajaran en relación con situaciones puntuales. Notando que Marx mismo no propone entre las medidas concretas en su Manifiesto Comunista la abolición del mercado e incluso va tan lejos como a sugerir que los individuos en el socialismo estarán motivados por la ganancia personal, parece lógico -para ellos- por lo tanto, sugerir que debe haber un mecanismo que simule el mercado capitalista, mecanismo que, entre otras cosas, debe ser capaz de manejar efectivamente el problema de la oferta y la demanda.
Desde este punto de vista, el dinero es visto solo como una Unidad de cuenta en una práctica de contaduría. En principio, se argumenta, los empresarios socialistas de empresas estatales pueden usar el sistema de precios como marcador o unidad común en un sistema de contabilidad generalizado, a fin de intercambiar información y reducir los costes etc.
Dentro de esta aproximación existe una propuesta específica (conocida como ""la solución de Lange y Lerner") tratada al principio de este artículo.
Quizás de interés es la respuesta de Hayek a esta posición: "que no puede ser mejor que la que se obtiene en un mercado libre". Según algunos, esto implica la aceptación que el cálculo en el sistema es tan eficiente, por lo menos en teoría, como en el de mercado libre. Sin embargo, lo que Hayek explica es que los problemas de cálculo económico solo aparecerán en los sectores del mercado donde el Estado intervenga, por lo que el grado de problemas que surjan por la imposibilidad de cálculo económico tendrá proporcional relación al grado de intervención del Estado. En otras palabras, puede experimentarse un crecimiento económico en un sistema socialista de mercado, pero esto no será gracias al Estado, sino a pesar de su intervención en el mercado.

## Los problemas desde el punto de vista del socialismo sin mercado

### El problema de la colección de información
Hayek argumenta que mucha de la información necesaria para una planificación central efectiva está en las manos de individuos, los cuales no necesariamente desean compartirla o divulgarla. Es posible incluso que tales individuos ni siquiera sepan que poseen tal información o que cuando se den cuenta que la poseen, sea ya demasiado tarde para influir en la decisión. Por último, es necesario, pero no cierto, que el que recibe o coleccione la información tenga la suficiente capacidad para evaluarla y utilizarla. Por todo eso, es simplemente mejor que los individuos actúen y tengan el derecho a actuar como mejor les parezca en la base de lo que saben.
Este argumento parece ser parte del que sigue.

### El problema de la dificultad de los cálculos
Algunos proponen que el problema del cálculo económico se reduce a un grupo complejo de cálculos matemáticos. Si se usara la información acerca de los recursos existentes y las preferencias de los consumidores sería posible obtener una solución óptima para satisfacer las necesidades dadas las condiciones existentes.
Hayek argumentó que tal cálculo sería enorme y requeriría un nivel de información que no sería fácilmente obtenible.
El principio de esta parte del debate tuvo lugar antes del desarrollo tanto de computadoras como de los métodos estadísticos modernos. Ambos desarrollos facilitan esta aproximación. La teoría del caos sugiere que en la práctica sería imposible hacer predicciones a largo plazo sobre sistemas complejos, tales como la economía de países.
Sin embargo, algunos proponen que a través del uso de contabilidad de unidades reales y estudios estadísticos de la demanda, una economía planificada podría operar sin un mercado (especialmente, un mercado de capitales) en una situación de abundancia.

### El problema de implementación
Este ha llegado a ser el punto central del criticismo de Hayek, quien argumenta que la planificación central implica la asunción incremental de poderes por esos planificadores centrales, lo que necesariamente requiere la implementación de medidas coercitivas y por lo tanto favorece la aparición de líderes sin escrúpulos a fin de que las medidas sean implementadas. Esto llevaría inevitablemente a la transformación de las sociedades socialistas en estados dictatoriales.
Por motivos obvios esta es una de las proposiciones más controvertidas dentro del debate. Excesos retóricos han abundado en ambas partes. Si aceptamos, por ejemplo, las acusaciones que se han hecho contra los gobiernos de países tales como los de Europa occidental -incluso gobiernos de partidos vistos por la mayoría como derechistas o conservadores- de "ser socialistas" la sugerencia de Hayek ha sido obviamente demostrada incorrecta. Pero si aceptamos la aserción que otros a menudo hacen, que el socialismo no puede existir sin la dictadura del proletariado, la conclusión parece obviamente correcta ("acusación" que al menos Marx no sólo no tenía problema en aceptar sino que justificaba elocuentemente).
Sin embargo para Marx, en rigor, la dictadura del proletariado se refiere únicamente al carácter de clase del Estado y no con la forma de gobierno. Señala el autor de El capital que todo Estado es de clase y por consiguiente, siempre ejercerá la clase dominante a través de la coerción y la hegemonía cultural su poder, y en este sentido el Estado será una dictadura siempre, sea burgués, feudal, esclavista o proletario. Pero la voluntad de clase puede expresarse a través de distintas formas. En este sentido resulta insuficiente la afirmación de Hayek en cuanto a deslegitimar las elecciones de política económica socialista basándose en la expresión "dictadura del proletariado", siendo este concepto alusivo al carácter de clase del Estado y no a la forma como se expresa el poder de dicha clase[cita requerida].

## Situación actual
En la actualidad el debate ha intentado ser revivido debido, por un lado, al auge de las empresas multinacionales. La expansión y éxito de estas empresas para algunos levanta la cuestión de como explicamos ese éxito y dominación del mercado en el caso de que los argumentos de von Mises y von Hayek sean correctos: "¿cómo es que la empresa multinacional no adolece de los mismos defectos? Después de todo, ¿no es el sistema del Estado Socialista simplemente una empresa grande? Y no es el caso que esas grandes empresas son islas de socialismo en el mar del mercado? Si es así, ¿cómo procede el cálculo dentro de esas empresas? (ver por ejemplo: Precios de transferencia)
En concreto, y según el Observatori DESC, más de dos tercios del comercio mundial tiene lugar a través de las empresas transnacionales. La mitad de este volumen comercial es intraempresa (se produce entre sucursales de la misma compañía). Pero esas empresas, lejos de ser criticadas por fallas de eficiencia, son generalmente percibidas como modelos de eficiencia y motor del desarrollo y crecimiento, situación que muchos atribuyen a su ventajas en, precisamente, en el área del cálculo económico.
Sin embargo, sus defensores sostienen que solo a medida que se dificulte la creación de precios de mercado, comenzarán a aparecer los problemas de cálculo económico con diferente gradación. En concreto, las empresas multinacionales aun gozan de competencia tanto local como internacional, como del libre ejercicio de la función empresarial y la propiedad privada de los medios de producción que tienen a disposición, por lo que pueden establecer precios de mercado.
El otro factor que ha revivido el interés con posterioridad al colapso de la Unión Soviética han sido los desarrollos en la República Popular China, Vietnam etc, que han llevado, de acuerdo a algunos, a establecer en China una "economía de mercado socialista"  Dadas las altas tasas de crecimiento de esos países, tasas que han superado ampliamente las de países capitalistas. Algunos economistas como Ha-Joon Chang estiman que parece necesario revisar las aserciones de von Mises y sus seguidores.
Los diferentes intelectuales socialistas aun intentan encontrar un sistema alternativo al capitalismo que permita la coordinación social de forma más eficiente.
Paul Cockshott es conocido entre un público más amplio por sus propuestas en el ámbito multidisciplinar de la computabilidad económica, sobre todo como coautor, junto con el economista Allin Cottrell, del libro Towards a New Socialism (Hacia un nuevo socialismo), en el que abogan firmemente por el uso de la cibernética para la planificación eficiente y democrática de una economía socialista compleja.